# Miloš Jojić
Miloš Jojić (ur. 19 marca 1992 w Starej Pazovie) – serbski piłkarz, występujący na pozycji pomocnika w łotewskim klubie Ryga FC. W latach 2013–2014 reprezentant Serbii.

## Kariera klubowa
24 stycznia 2012 roku Jojić podpisał kontrakt z Partizanem Belgrad, jednak do końca sezonu 2011/12 pozostał w FK Teleoptik. 15 września 2012 roku w spotkaniu z Hajdukiem Kula zadebiutował w barwach Partizana, a także zanotował swoje premierowe trafienie. 18 maja 2013 roku w 90. minucie meczu z Crveną zvezdą Belgrad zdobył zwycięskiego gola, który zapewnił Partizanowi tytuł mistrza kraju.
31 stycznia 2014 Jojić został zawodnikiem Borussii Dortmund, z którą związał się 4,5-letnią umową. 15 lutego 2014 roku w swoim debiucie przeciwko Eintracht Frankfurt pojawił się na boisku od 68 minuty meczu, a po 17 sekundach, zdobył swoją pierwszą bramkę w Bundeslidze, tym samym pobił rekord w najszybciej strzelonej bramce po wejściu na boisko w lidze niemieckiej.
5 lipca 2015 roku został nowym zawodnikiem 1. FC Köln. Kontrakt podpisany został do czerwca 2019 roku. W sezonie 2017/2018 Köln zajęło ostatnie miejsce w lidze i spadło do 2. Bundesligi. Jojić po zakończeniu sezon odszedł z klubu i dołączył do İstanbul Başakşehir. W pierwszym sezonie wystąpił w zaledwie 8 meczach, a w kolejnym nie zagrał ani razu w związku z czym w styczniu 2020 roku trafił na wypożyczenie do austriackiego zespołu Wolfsberger AC. Po zakończeniu sezonu 2019/2020 zdecydował się na powrót do Serbii do klubu FK Partizan.

## Kariera reprezentacyjna
W 2011 roku Jojić wraz z reprezentacją Serbii do lat 19 wziął udział w młodzieżowych Mistrzostwach Europy, na których Serbia dotarła do półfinału. Sam Jojić podczas turnieju zdobył jedną bramkę, w spotkaniu fazy grupowej z Turcją.
11 października 2013 Jojić zadebiutował w seniorskiej kadrze podczas towarzyskiego meczu z Japonią. W 9. minucie tego meczu zdobył także pierwszego w karierze gola dla dorosłej reprezentacji.